# Teriimaevarua II
Teriimaevarua II (23 de maio de 1841 - 12 de fevereiro de 1873) foi a rainha de Bora Bora de 1860 até 1873. Ela era filha da Rainha Pōmare IV de Tahiti.
Teri'i-maeva-rua II nasceu em Raiatea. Ela era filha do Príncipe consorte Ariifaaite e da Rainha Pōmare IV do Tahiti. Teriimaevarua II tornou-se a Rainha de Bora Bora com a morte de seu padrasto Tapoa II. Ela se casou com Temauiarii a Ma'i. Eles não tiveram filhos juntos.
Teriimaevarua II morreu em 12 de fevereiro de 1873. Ela foi sucedido por Teriimaevarua III, que reinou de 12 de fevereiro de 1873 até 19 de março de 1888.